# Кустовцы (Полонский район)
Кустовцы (укр. Кустівці) — село в Полонском районе Хмельницкой области Украины.
Население по переписи 2020 года составляло 896 человек. Почтовый индекс — 30542. Телефонный код — 3827. Занимает площадь 2,624 км². Код КОАТУУ — 6823683501.

## Местный совет
30542, Хмельницкая обл., Полонский р-н, с. Кустовцы